# Garageverkoop

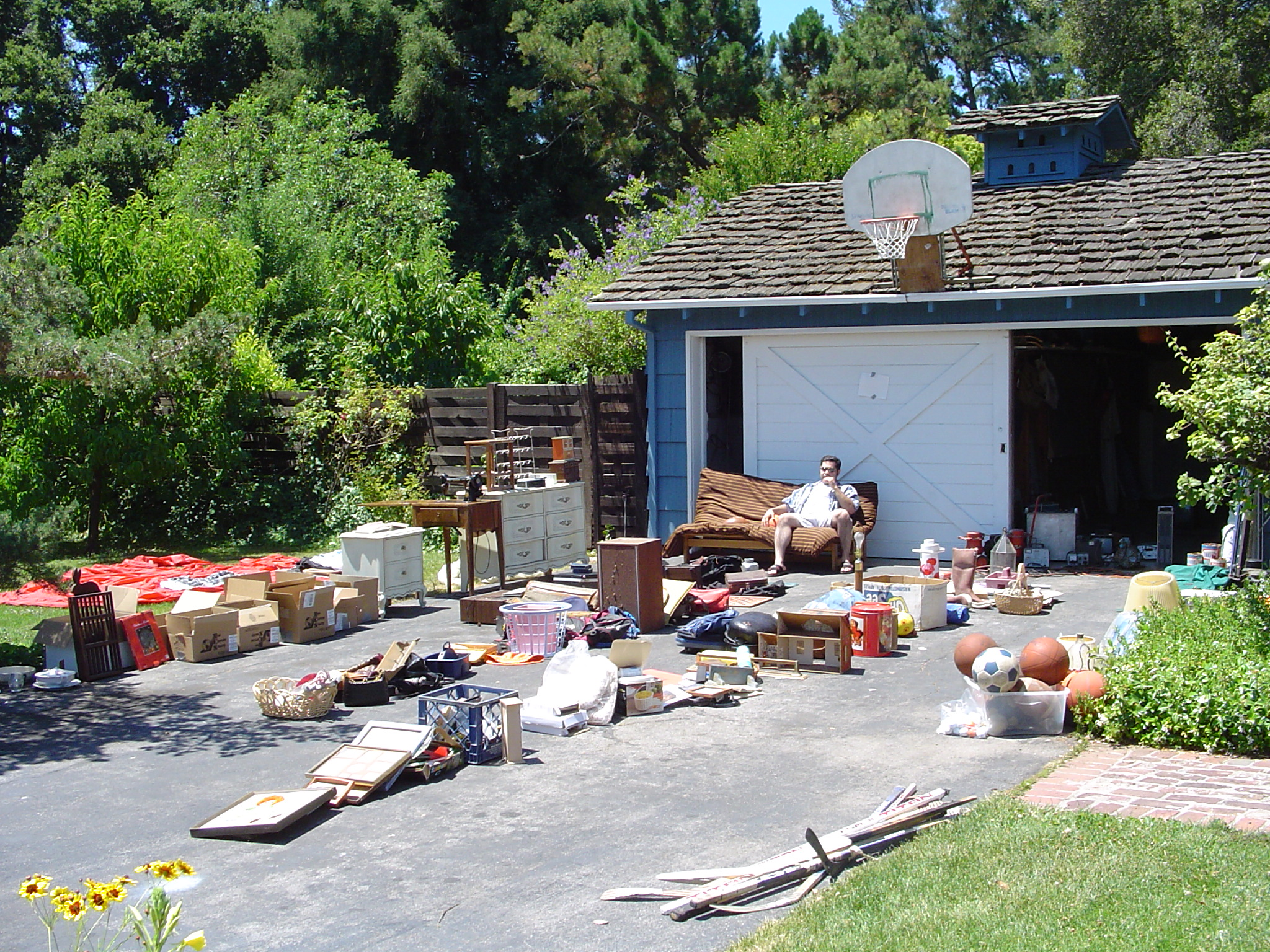
Garageverkoop in Californië

Een garageverkoop is een rommelmarkt aan huis die vanuit de garage plaatsvindt, soms samen met anderen in de buurt, de wijk of het dorp.
De garageverkoop of garage sale komt uit de Verenigde Staten, waar het ook legaal is. In Nederland kan het alleen met Koningsdag of met een speciale vergunning.
Tijdens garageverkopen worden zaken uit de huishouding verkocht die niet meer nodig zijn, met als doel het aantal bezittingen te verminderen, fondsen te werven of geld voor zichzelf te verdienen.
Voorwerpen die verkocht worden zijn onder meer: kleding, boeken, speelgoed, huishoudelijke spullen, doe-het-zelfmateriaal, tuingereedschap, sportartikelen, en bordspellen. Veel verkochte grote spullen zijn meubels en soms witgoed. De garageverkopen vinden vaak plaats in buitenwijken op dagen dat het weer mooi is, met van tevoren bepaalde tijden.
Kopers die al vroeg op de verkoop afkomen, worden vroege vogels genoemd en zijn vaak professionele meubelverkopers of -herstellers. De verkopen trekken ook mensen aan die op zoek zijn naar koopjes, of zeldzame, bijzondere objecten. Anderen komen om objecten te kopen die ze kunnen herstellen en doorverkopen. Bieden en onderhandelen is iets wat vaak voorkomt: het komt voor dat de objecten geen prijskaartje hebben, net met die bedoeling.
Garageverkopen staan soms in het teken van de voorjaarsschoonmaak, een aanstaande verhuizing van de eigenaar van het huis of ze worden puur als een gezelligheidsevenement georganiseerd.